# Lambula flavogrisea
Lambula flavogrisea är en fjärilsart som beskrevs av Rothschild 1912. Lambula flavogrisea ingår i släktet Lambula och familjen björnspinnare. Inga underarter finns listade i Catalogue of Life.